# Dichagyris signifera
Dichagyris signifera là một loài bướm đêm thuộc họ Noctuidae. Nó được tìm thấy ở Tây Ban Nha và Pháp, phía đông qua miền trung và miền nam châu Âu (bao gồm Ý và Hy Lạp) to Latvia và Nga.
Sải cánh dài 34–40 mm.
Ấu trùng ăn các loài Echium, Poa và Plantago.